# Hausen im Tal
Hausen im Tal ist der größte Ortsteil der Gemeinde Beuron. Das Dorf liegt rund sechs Kilometer östlich des namensgebenden Ortsteils an der jungen Donau und hat ungefähr 300 Einwohner.

## Geographie
Hausen im Tal liegt im Naturpark Obere Donau. Im Dorf liegt eine Schmiedbachbrunnen genannte, gefasste Karstquelle. Die Bahnstrecke Tuttlingen–Inzigkofen und die Landesstraße 277 führen durch den Ort.

## Geschichte
Die Chronik von Andechs erwähnt erstmals 1020 Hausen im Tal als Rittersitz. 1682 verstarb der letzte Herr von Hausen ohne Nachkommen. Das Lehen fiel dadurch an den Grundherrn Österreich, der es an die Fugger weitergab. 1805 wurde es württembergisch, 1810 im Grenzvertrag zwischen Württemberg und Baden badisch. 
Am 1. Januar 1973 wechselte die Gemeinde Hausen im Tal aufgrund der baden-württembergischen Kreisreform vom Landkreis Stockach in den Landkreis Sigmaringen. 
Am 1. Januar 1974 erfolgte die Eingemeindung nach Beuron.

## Politik und Verwaltung
In Hausen im Tal befinden sich auch das Rathaus und das Touristikbüro der Gemeinde Beuron.

### Wappen
Das Wappen der ehemals selbstständigen Gemeinde Hausen im Tal zeigt in Blau einen golden gehörnten silbernen Widderkopf im Visier.

## Kultur und Sehenswürdigkeiten

### Bauwerke

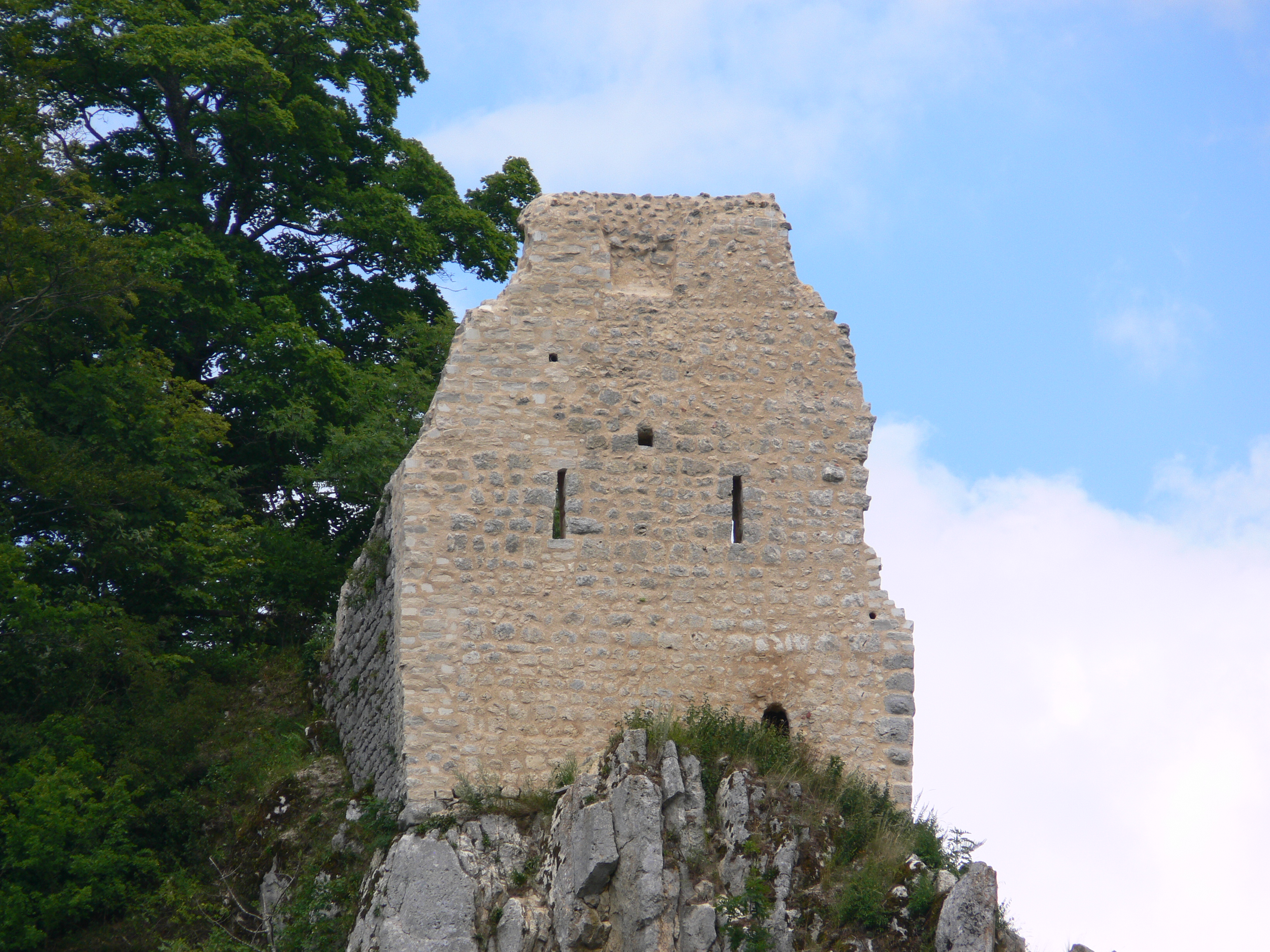
Die Ruine des Schlosses Hausen im Tal

#### Das Schloss
Das Schloss Hausen im Tal wurde im 11. Jahrhundert als Burg erbaut und 1813 abgebrochen. Auf Schloss Hausen saß im Mittelalter ein Ministerialengeschlecht, dem der Minnesänger „Friedrich von Husen“ entstammte. Die Ruine mit rekonstruierbarem Grundriss und Tonnengewölbe ist frei zugänglich und wurde 2007 saniert. Sie wurde von der Denkmalstiftung Baden-Württemberg zum „Denkmal des Monats Februar 2008“ ernannt.

#### Die Kirche
Die katholische Kirche in Hausen im Tal ist dem Heiligen Nikolaus von Myra geweiht. Sie wurde um 1275 erbaut und zeichnet sich durch einen romanischen Turm aus. Der Chor gibt noch heute Auskunft über die Kirchenumgestaltung im Stil der Gotik um das Jahr 1500. Der Sakralbau erhielt um 1600 Renaissance-Elemente wie die Kommunionstufe. Im Jahre 1732 wurde die Kirche durch einen oktogonen Kirchenanbau barockisiert. Eine neugotische Ausstattung folgte im 19. Jahrhundert. Der Chorraum enthält Epitaphien und Gräber der Herren von Hausen. Dies sind Veit Georg († 1566) von und zu Hausen, seine Gemahlin Anna Margaretha von Horben-Ringenberg († 1566) und ihr Sohn Hans Christoph († 1568). Die Grabinschriften wurden von ihrem Neffen Bischof Wolfgang II. von Regensburg, geboren von Hausen (1553–1613), gestiftet.

#### Bahnhof

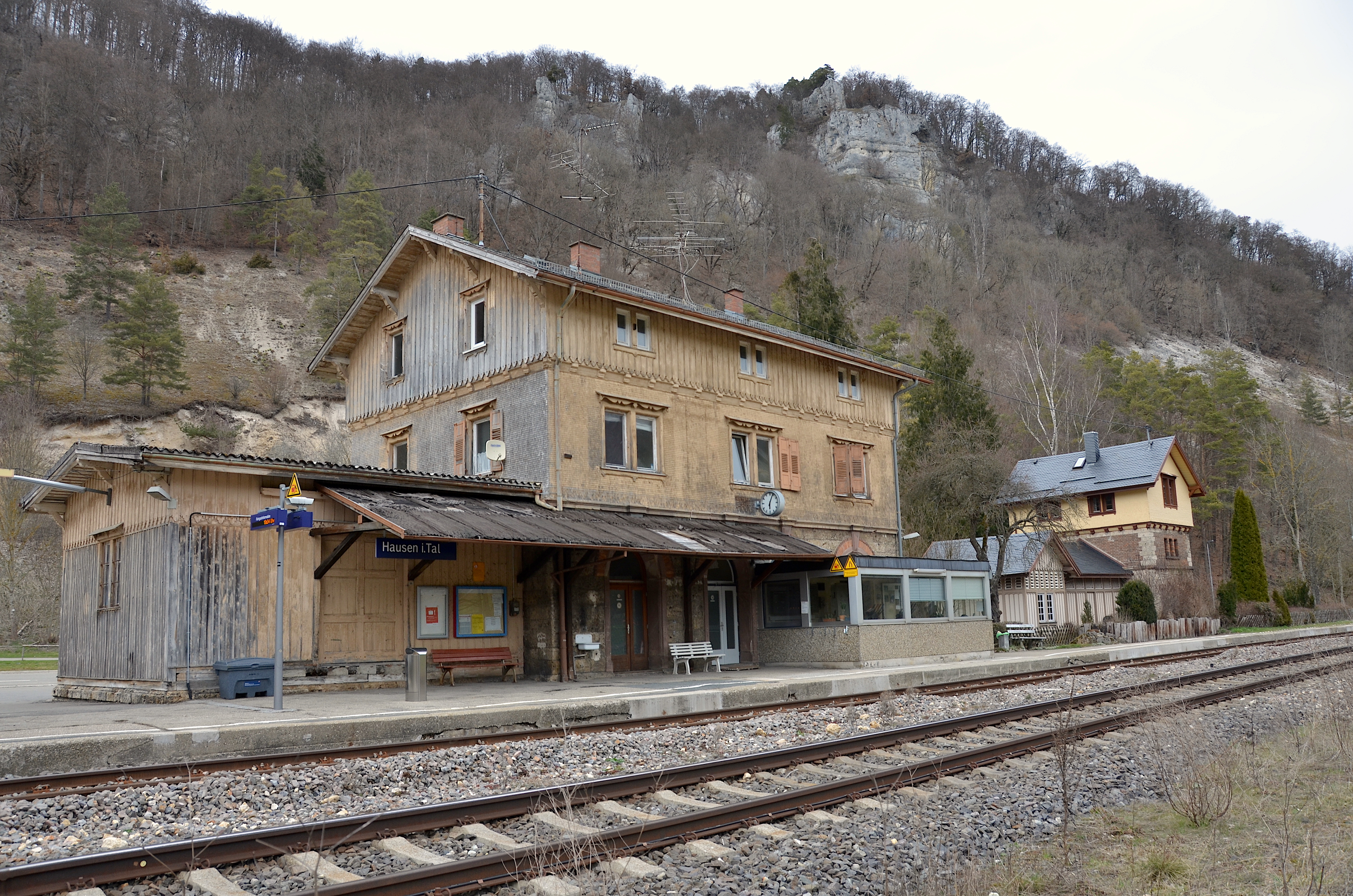
Empfangsgebäude und Bahnwärterhaus an der Bahnstrecke Tuttlingen–Inzigkofen, 2018

Der Bahnhof Hausen im Tal liegt an der 1890 unter militärischen Erwägungen gebauten Bahnstrecke Tuttlingen–Inzigkofen.

### Naturdenkmale
- Das Obere Donautal bei Hausen im Tal ist beliebtes Klettergebiet. Hier befinden sich diverse Felsen, die beklettert werden können: Von Südwest (Wanderparkplatz an der Landesstraße 196) nach Nordost (Ruine Wagenburg) sind das Parkplatzfels, Naturparkfels, Garmischer Turm und Nebenfels, Verlobungsfels, Löchlesfels, Fuchsfels, Westliche Zinne, Dritte Zinne, Zweite Zinne, Erste Zinne, Fischerfels, Bergwachtfels, Eigerturm und Alte Hausener Wand. Unterhalb von Schloss Hausen befindet sich der Dachstein und östlich davon der Stuhlfels mit Gipfelkreuz.
- Am neugestalteten Dorfplatz liegt die Karstquelle Schmiedbachbrunnen.

## Wirtschaft und Infrastruktur

### Camping
Der 1,2 Hektar große Campingplatz „Wagenburg“ wurde 1961 eröffnet und gehört somit zu den ältesten Tourismuseinrichtungen im Donautal. Je nach Witterung kommen im Jahresdurchschnitt zwischen 11.000 und 14.000 Übernachtungen in der Saison, die von April bis Anfang Oktober läuft.

### Verkehr
Hausen im Tal wird ein- bis vierstündlich durch den RE Ulm−Neustadt (Schwarzw) bedient.
Durch Hausen im Tal verläuft der Donauradweg, der von Donaueschingen entlang der Donau bis zur Mündung ins Schwarze Meer verläuft und Hausen nach Westen mit Beuron und Fridingen und nach Osten mit Thiergarten und Sigmaringen verbindet.

## Persönlichkeiten

### Ehrenbürger
- Engelbert Orsinger (1874–1955), Ortspfarrer[4] von 1907 bis 1947; 1926 war er anlässlich der Einweihung des Kriegerdenkmals einer der Mitbegründer des Männergesangsvereins, dessen Dirigent er bis 1933 war.[5]

### Söhne und Töchter des Ortes
- Anton Schlude (1808–1863), Natur- und Heimatdichter.